# 金澤朋子
金澤 朋子（かなざわ ともこ、1995年7月2日 - ）は、日本の元歌手、元アイドルであり、ハロー!プロジェクトに所属する女性アイドルグループJuice=Juiceの元メンバーで、2代目リーダー（2019年6月18日から2021年11月24日の卒業まで。2013年6月13日から2019年6月17日までは初代サブリーダー）である。公式ニックネームはかなとも。
埼玉県出身。血液型B型。身長161cm。芸能活動時の所属事務所はアップフロントプロモーション。2022年5月末日をもって芸能界引退。

## 略歴
2012年、Berryz工房×℃-uteの「超HAPPY SONG」を歌うコンテスト「DAM★とも カラオケコンテスト」に、優秀賞の「サイン入りポスター」目当てで応募したところ、最優秀賞を受賞。その特典として「Hello! Project誕生15周年記念ライブ 2012 夏」の8月18日の昼公演（中野サンプラザ）でBerryz工房、℃-uteのメンバーらとオープニングアクトを務めた。その時にハロー!プロジェクトのメンバーのパフォーマンスを間近で目の当たりにして「歌ってすごいって感動し」「動画とは全然違う生の迫力のすごさ」に気付いたという。
その経験により歌手になることを希望するようになり、アップフロントワークス主催の OCEAN MUSIC AWARD新人発掘オーディション2012にDAM★ともから応募した。同オーディションでは、最終審査で落選したものの、審査員の意向によりハロプロ研修生に加入することが決定し、11月20日に正式に発表された。当時研修生だった宮本佳林によると、金澤は特待生扱いでの加入だった。12月9日、『ハロプロ研修生 発表会 2012〜12月の生タマゴShow!〜』にて初お披露目。
2013年2月、ハロプロ研修生から新グループ『Juice=Juice』が結成されメンバーに選ばれた。同年6月13日に開催されたJuice=Juice 3rdインディーズシングル「天まで登れ!」のリリースイベントでは、金澤が同グループのサブリーダーに就任することが発表された。
2016年1月25日、子宮内膜症であることを公表。所属事務所は「体調をみながらの活動」になり「急な変調も予想される」として活動を制限していたが、その後、薬を服用しながら活動を続けている。
2016年8月5日、所属事務所およびハロー! プロジェクトの先輩である吉澤ひとみが第一子出産に伴い、出身地である埼玉県三芳町の広報大使としての活動を休止するため、前年から三芳町の事業に協力していた金澤が代理として、2016年8月5日から2017年3月31日までの任期で三芳町広報大使アシスタントに就任した。2018年2月5日、改めて三芳町広報大使に就任した。
2019年6月18日、Juice=Juiceの2代目リーダーに就任。同日に和田彩花がアンジュルムを卒業した事により、後述の卒業まではハロー!プロジェクトの在籍メンバー最年長となった。
2020年4月、ハウスキーピング協会が認定するクリンネストの資格を取得したことをブログにて報告した。
2021年9月15日、体調不良で診断を受けたところ、加療を続けていた子宮内膜症によるものであることが判明し、日によって症状に波があり体調が安定しないため3週間程度の活動休止をすることを発表した。ハロー!プロジェクトのコンサートツアー「続・花鳥風月」のチーム「月」公演のうち9月23日から10月3日までの公演を欠席する。10月4日より段階的に仕事復帰。
2021年10月6日、同年11月24日の横浜アリーナ公演をもってJuice=Juice及びハロー!プロジェクトを卒業すること、また、先述の病気による体調不良により、活動から距離を置いてしっかり静養し治療に専念することが先決であると診断されたことを受け、体調を考慮し、初日公演より欠席していた「続・花鳥風月」のチーム「月」公演はすべて欠席することを発表。発表時点では卒業後はソロ活動を予定し、症状が改善され落ち着いてから追々決めていくとしていた。
2021年11月24日、横浜アリーナで行われた『Juice=Juice Concert 2021 ～FAMILIA～ 金澤朋子ファイナル』公演をもってJuice=Juiceおよびハロー!プロジェクトを卒業した。
2021年12月28日、Amebaオフィシャルブログを開設。
2022年5月末日をもって芸能界を引退（発表は同月17日）。

## 人物
- 朋子の名前の由来は「北の国から」の蛍役、中嶋朋子から名付けられた。
- 小学生だった頃から℃-uteが好きで[6]、ハロー!プロジェクトで尊敬するメンバーは℃-uteの鈴木愛理だという[30]。
- 5人兄弟の長女で、兄と3人の妹がおり、そのうち下2人の妹は双子である[31]。

### 趣味・趣向
- 趣味は映画鑑賞、歌うこと。読書家としても知られ、江國香織を尊敬している[32][33][34]。他にも埼玉県、クレヨンしんちゃん、あっとほぉーむカフェ、ラジオも好きである[35][33]。同事務所の浅倉樹々、岡村ほまれ、BEYOOOOONDS、中島卓偉のファンである[33]。
- 特技はPCのタイピング[1]、中学生時代に全国大会に出場したこともあるアーチェリーなどがある[1]。また、肩関節が柔らかく、後ろで組んだ手を組んだまま頭の上を通過させて前まで持ってくることができる。
- 好きな食べ物は、カリカリ梅といぶりがっこ[36]。くら寿司も好きであり、金澤の誕生日には公式からイラストとメッセージが送られたことがある[37]。嫌いな食べ物は、椎茸。生の魚介類も苦手だが少しずつ克服している[37]。
- 猫が大好きで猫太郎（ニックネーム・ぬんとぅん）という名前の猫を飼っている（2017年12月3日に血栓症により急逝）。現在は翠（すい）という名前のメス猫を飼っている[33]。

### 評価・交流
- プロデューサーであるつんく♂からは「いいビブラートを持っており、すごく耳に引っかかってくる」といった旨で、特に歌唱において高く評価されている[38]。
- MELLOW MELLOWのMAMIと一緒に出掛けるなど交流がある[39]。
- 声優の斉藤朱夏とは共通の友人を介しての知り合いであり、エフエムナックファイブ『斉藤朱夏 しゅかラジ!』にコメント出演したり、特別編に出演するなど交流がある[40][41]。

## 作品

### 配信シングル
| 発売日         | タイトル                             | 備考 |
| -------------- | ------------------------------------ | ---- |
| 2020年01月28日 | 黄色い線の内側で並んでお待ちください |      |
| 2021年11月25日 | あなたを想う帰り道                   |      |

#### コラボレーション名義
- おバカねこと おバカねこバカのうた / 飯窪春菜（モーニング娘。'17）、金澤朋子（Juice=Juice）（2017年7月14日、UP-FRONT WORKS）[42]

### 未音源化楽曲
- RomanticたぶんComedy（作詞：もりちよこ、作曲：星部ショウ）[43]
- ちっぽけな自分（作詞：山口愛、作曲：馬飼野康二/鎌田俊哉）[43]
- このまま大人になっちゃうのかな（作詞・作曲：山崎あおい）[43]

### 映像作品
| 発売日         | タイトル                           | 発売形態 | レーベル       | 備考                                                  |
| -------------- | ---------------------------------- | -------- | -------------- | ----------------------------------------------------- |
| 2014年06月26日 | Greeting〜金澤朋子〜               | DVD      | UP-FRONT WORKS | e-Hello!（イーハロ）シリーズ（e-LineUP!期間限定販売） |
| 2020年07月15日 | 金澤朋子 LIVE 2020 ～Rose Quartz～ | DVD      | UP-FRONT WORKS |                                                       |
| 2022年11月16日 | COVERS -One on One-                | DVD      | UP-FRONT WORKS |                                                       |

## 出演

### テレビ
- BOOKSTAND.TV（2021年4月3日、BS12 トゥエルビ） - ゲスト[46]

### ラジオ
- 爆夜〜BAKUNAI（2015年4月3日 - 2021年11月21日、ラジオ日本） - アシスタント[47][48]
- Juice=Juice金澤朋子と植村あかりのクリスマスもマイペース!（2015年12月23日、ラジオ関西）[49]
- 今日は一日“ハロプロ”三昧（2019年8月16日、NHK FM） - ゲスト
- 金澤朋子のVivid Midnight（2019年10月5日 - 2021年11月20日、NACK5）
- Marine Day’s Radio〜波の数だけ曲かけて〜（2021年7月22日、JAPAN FM NETWORK）　- アシスタント・パーソナリティー

### ライブ・コンサート

#### 単独ライブ
- 金澤朋子 LIVE 2020 ～Rose Quartz～（2020年1月27日 - 2月19日、COTTON CLUB）[50]

#### 合同コンサート
- ハロプロ研修生 発表会 2013〜3月の生タマゴShow!〜（2013年3月31日、横浜BLITZ）[51]
- ハロプロ研修生 発表会 2013〜6月の生タマゴShow!〜（2013年6月8日、メルパルク東京 / 15日、大阪御堂会館）[52]
- M-line Special 2021〜Make a Wish!〜（2021年5月15日、めぐろパーシモンホール、昼夜2公演） - ゲスト出演[53]

### イベント
- 鈴木啓太 35thバースデーイベント 〜ごますりコネクション〜（2017年5月9日、TOKYO FM HALL） - MC[54][55][56]
- Juice=Juice 金澤朋子トーク＆ミニライブ in 三芳町 〜LOVEみよし〜（2019年10月22日、コピスみよし）[57]

### 舞台
- 演劇女子部『ミュージカル 恋するハローキティ』（2014年11月19日 - 24日、紀伊國屋サザンシアター） - 近藤ユウヤ 役
- 演劇女子部『タイムリピート〜永遠に君を想う〜』（2018年9月28日 - 10月8日、全労済ホール／スペース・ゼロ）[58] - ジン 役

### ミュージック・ビデオ
- 松原健之「悲しみのニューヨーク (2021Ver.)」 ※コーラスも担当[注 1]

## 書籍

### 写真集
- Greeting-Photobook-（2016年7月1日、オデッセー出版）[59]
- tomorrow（2018年7月2日、オデッセー出版、撮影：大江麻貴）[60]
- #いいね三芳町（2019年10月22日、オデッセー出版、撮影：佐久間智之）ISBN 978-4-908643-43-9[61]

### 雑誌連載
- BIG ONE GIRLS「Juice=Juice金澤朋子のTomotalk」（2019年9月号 - 2022年1月号、近代映画社）

## 所属グループ・ユニット
- Juice=Juice（2013年 - 2021年）
- シャッフルユニット
  - ハロプロ・オールスターズ（2018年 - 2020年）
- 企画ユニット
  - ODATOMO（2014年）
  - かみいしなか かな（2017年）